# Pachetra hilaris
Pachetra hilaris là một loài bướm đêm trong họ Noctuidae.